# Pulvermühle (Rüdenhausen)
Die Pulvermühle ist eine Einöde auf der Gemarkung des unterfränkischen Marktes Rüdenhausen im Landkreis Kitzingen.

## Geographische Lage
Der Ort befindet sich im Westen des Rüdenhausener Gemeindegebietes am Gründleinsbach. Im Norden führt in 2 km Entfernung die Autobahn A 3 an der ehemaligen Mühle vorbei, während im Nordosten Rüdenhausen zu finden ist. Weiter im Südosten reihen sich die Eselsmühle und die Dinkelmühle am Gründleinsbach auf, ehe er zum Casteller Ortsteil Trautberg überleitet. Im Südwesten beginnt die Gemarkung von Wiesenbronn. Nordwestlich liegt die zu Kleinlangheim gehörende Wutschenmühle.

## Geschichte
Die Pulvermühle wurde wohl bereits im 15. Jahrhundert errichtet und war damit eine der ältesten Schießpulvermühlen im Fränkischen Reichskreis. Die Herstellung des Pulvers benötigte die Energie des Wassers, um die Bestandteile zu zerkleinern und zwischen den Mühlwalzen zu Körnern zu formen. In der Rüdenhausener Pulvermühle stellte man neben Schießpulver auch Sprengstoff her, der ins weitere Umland verkauft wurde.
Die Gemeinderechnungen weisen viele Ankäufe für Pulver aus den unterschiedlichen Herrschaften auf. Insbesondere kauften die Dörfer der Umgebung in Friedenszeiten, weil zu Prozessionen, zu Taufen, Hochzeiten und Festen Freudenschüsse abgefeuert wurden. Ebenso wurde Pulver gebraucht, wenn die Grafen zu Castell, zu deren Herrschaftsgebiet die Mühle gehörte, in Rüdenhausen einzogen. In Kriegszeiten erhielt die Mühle besonderen Schutz.
Im Jahr 1715 wurde ein Neubau vom Müller Julius Bensberger oder Obenberger initiiert. Allerdings kam es bereits kurze Zeit später, am 6. Februar 1724, zu einer Explosion. Der Müller Heinrich Unverzagt und seine Schwiegertochter starben. Der Wiederaufbau wurde bis 1725 vollendet. 1730 war die Mühle im Besitz des Thomas Freytag. Eine neuerliche Explosion machte wiederum einen Neubau nötig. Bei einer weiteren Explosion im Jahr 1756 kam ein Geselle ums Leben.
Zwischen 1795 und 1991 war die Familie Müller im Besitz der Mühle. Im Jahr 1909 plante der Waffenhersteller Frankonia aus Würzburg die Mühle zu übernehmen, die Verhandlungen scheiterten jedoch und die Mühle blieb in den privaten Händen der Familie Müller. 1921 kam es letztmals zu einer Explosion. Anschließend wurde der Betrieb eingestellt. Heute ist die Pulvermühle ein Weiler auf dem Gebiet des Marktes Rüdenhausen.